# Miss Brasil 2015
Miss Brasil 2015 foi a 61ª edição do tradicional concurso de beleza feminina do país, o Miss Brasil. O evento contou com a participação dos 26 Estados e do Distrito Federal com suas respectivas candidatas ao título, que definiu a representante brasileira no certame de Miss Universo 2015. O evento culminou com a eleição da vencedora no dia 18 de novembro no Citibank Hall em São Paulo. No final do certame, a cearense Melissa Gurgel, Miss Brasil 2014, coroou a gaúcha Marthina Brandt como sua sucessora ao título nacional, cuja edição ficou marcada por ser a mais tardia da história - realizada no mês de novembro - e pelo fim do desfile de Traje Típico, após 60 anos de realização dentro do concurso. O evento foi apresentado pela modelo Mariana Weickert e o ator Cássio Reis.

## Resultados

### Colocações
| Posição                 | Estado e Candidata |
| ----------------------- | --- |
| Vencedora               | - Rio Grande do Sul - Marthina Brandt |
| 2º. Lugar               | - Santa Catarina - Sabrina Meyer |
| 3º. Lugar               | - São Paulo - Jéssica Vilela |
| Finalistas              | - Mato Grosso - Camila Della Valle - Rio Grande do Norte - Manoella Alves                                                                                       |
| (TOP 10) Semifinalistas | - Bahia - Patrícia Guerra - Goiás - Thaynara Fernandes - Maranhão - Isadora Amorim - Minas Gerais - Stéfhanie Zanelli - Paraíba - Ariádine Maroja               |
| (TOP 15) Semifinalistas | - Distrito Federal - Amanda Balbino - Paraná - Gabriela Gallas - Pernambuco - Sayonara Veras - Piauí - Ana Letícia Alencar - Rio de Janeiro - Nathália Pinheiro |

### Premiações Especiais
A Miss Voto Popular teve automaticamente o direito de figurar no Top 15.
| Premiação         | Estado e Candidata                  |
| ----------------- | ----------------------------------- |
| Miss Voto Popular | - Minas Gerais - Stéfhanie Zanelli  |
| Miss Be Emotion   | - Distrito Federal - Amanda Balbino |

### Ordem dos Anúncios
| 1. Goiás 2. Rio Grande do Norte 3. Distrito Federal 4. Piauí 5. São Paulo 6. Rio Grande do Sul 7. Paraná 8. Maranhão 9. Pernambuco 10. Santa Catarina 11. Bahia 12. Mato Grosso 13. Paraíba 14. Rio de Janeiro 15. Minas Gerais | 1. Rio Grande do Norte 2. Bahia 3. Paraíba 4. São Paulo 5. Maranhão 6. Mato Grosso 7. Goiás 8. Minas Gerais 9. Rio Grande do Sul 10. Santa Catarina | 1. Rio Grande do Sul 2. São Paulo 3. Santa Catarina 4. Rio Grande do Norte 5. Mato Grosso | 1. Rio Grande do Sul 2. Santa Catarina 3. São Paulo |

## Resposta Final
Questionada pela pergunta final do jurado Paulo Borges sobre quais as três principais características de uma mulher contemporânea, a vencedora respondeu:
| “ | Boa noite jurados, boa noite São Paulo, boa noite Brasil! Obrigada pela pergunta Paulo. As três características fundamentais eu acredito que são: determinação, atitude e muito amor. Porque hoje em dia a mulher ocupa um espaço muito grande na sociedade e mesmo assim ainda precisa ter muito amor e zelo para cuidar da sua família. Obrigada e boa noite. | ” |

## Prêmios Extra-Oficiais

### Desafio Guess
- Elas tiveram apenas 30 segundos para montar seus looks:

Trata-se de enquetes independentes realizadas durante o concurso que expressam a opinião pública, porém sem nenhuma relação com a organização do Miss Brasil.

| Posição       | Estado e Candidata                                                                                       |
| ------------- | --- |
| As Escolhidas | - Rio Grande do Norte - Manoella Alves - Rio Grande do Sul - Marthina Brandt - Rondônia - Gabriela Rossi |

### A Preferida do Ego
- As três mais votadas do site da Globo, o Ego:

| Posição | Estado e Candidata                    |
| ------- | ------------------------------------- |
| 1       | - Maranhão - Isadora Amorim           |
| 2       | - Mato Grosso - Camilla Della Valle   |
| 3       | - Rio Grande do Sul - Marthina Brandt |

### A Preferida do Terra
- As três mais votadas na enquete do site Terra:[6]

| Posição | Estado e Candidata                     |
| ------- | -------------------------------------- |
| 1       | - Rio Grande do Sul - Marthina Brandt  |
| 2       | - São Paulo - Jéssica Voltolini Vilela |
| 3       | - Rio Grande do Norte - Manoella Alves |

## Jurados

### Técnicos
Ajudaram a escolher as semifinalistas:
1. Giovanni Frasson, stylist;
2. Camila Garcia, diretora de redação da Harper's Bazaar.
3. Denise Céspedes, diretora da Ford Models;

### Final
Ajudaram a escolher a vencedora:
1. Karine Basílio, fotógrafa;
2. Max Weber, maquiador;
3. Cristiana Arcangeli, empresária;
4. Gustavo Zylbersztajn, fotógrafo;
5. Mônica Salgado, diretora da revista Glamour;
6. Paulo Borges, idealizador da SPFW;
7. Patrícia Bondaldi, estilista;
8. Thairine Garcia, modelo;
9. Vitorino Campos, estilista;
10. Walério Araújo, estilista;
11. Yan Acioli, personal stylist.

## Programação Musical
Durante as etapas, algumas músicas de fundo foram tocadas:
- Abertura: Worth It de Fifth Harmony  - Coreografia por Paula Bonadio & Ballet.
- Desfile de Gala: Instrumental por Cross Over (Ao vivo).
- Desfile de Biquíni: Fun de Pitbull & Chris Brown com Bateria da Pérola Negra (Ao vivo).
- Desfile de Maiô: Tico-tico no Fubá de Carmen Miranda por Cluster Sisters (Ao vivo).
- Final Look: 4 Minutes de Madonna com Justin Timberlake.

## Candidatas
| Estado              | Candidata            | Idade | Altura | Representação          | Ref.   |
| ------------------- | -------------------- | ----- | ------ | ---------------------- | ------ |
| Acre                | Maxine Silva         | 20    | 1.80   | Rio Branco             | [ 7 ]  |
| Alagoas             | Camila Leão          | 21    | 1.74   | Maceió                 | [ 8 ]  |
| Amapá               | Daiane Uchôa         | 24    | 1.75   | Calçoene               | [ 9 ]  |
| Amazonas            | Carolina Toledo      | 21    | 1.75   | Manaus                 | [ 10 ] |
| Bahia               | Patrícia Guerra      | 21    | 1.72   | Luís Eduardo Magalhães | [ 11 ] |
| Ceará               | Arianne Miranda      | 24    | 1.78   | Horizonte              | [ 12 ] |
| Distrito Federal    | Amanda Balbino       | 21    | 1.85   | Núcleo Bandeirante     | [ 13 ] |
| Espírito Santo      | Juliana Morgado      | 22    | 1.77   | Vila Velha             | [ 14 ] |
| Goiás               | Thaynara Fernandes   | 22    | 1.82   | Anápolis               | [ 15 ] |
| Maranhão            | Isadora Amorim       | 24    | 1.74   | Imperatriz             | [ 16 ] |
| Mato Grosso         | Camilla Della Valle  | 22    | 1.70   | Cuiabá                 | [ 17 ] |
| Mato Grosso do Sul  | Camila Greggo        | 22    | 1.77   | Glória de Dourados     | [ 18 ] |
| Minas Gerais        | Stéfhanie Zanelli    | 25    | 1.73   | Ubá                    | [ 19 ] |
| Pará                | Carolinne Ribas      | 24    | 1.80   | Belém                  | [ 20 ] |
| Paraíba             | Ariádine Maroja      | 20    | 1.78   | Mamanguape             | [ 21 ] |
| Paraná              | Gabriela Gallas      | 19    | 1.76   | Medianeira             | [ 22 ] |
| Pernambuco          | Sayonara Veras       | 22    | 1.73   | Olinda                 | [ 23 ] |
| Piauí               | Letícia Alencar      | 21    | 1.83   | Picos                  | [ 24 ] |
| Rio de Janeiro      | Nathália Pinheiro    | 25    | 1.78   | Armação dos Búzios     | [ 25 ] |
| Rio Grande do Norte | Manoella Alves       | 20    | 1.75   | Natal                  | [ 26 ] |
| Rio Grande do Sul   | Marthina Brandt      | 23    | 1.77   | Bom Princípio          | [ 27 ] |
| Rondônia            | Gabriela Rossi       | 21    | 1.70   | Porto Velho            | [ 28 ] |
| Roraima             | Melina Gomes         | 23    | 1.68   | Boa Vista              | [ 29 ] |
| Santa Catarina      | Sabrina Meyer        | 21    | 1.78   | Palhoça                | [ 30 ] |
| São Paulo           | Jéssica Vilela       | 22    | 1.81   | Ribeirão Preto         | [ 31 ] |
| Sergipe             | Pryscilla Felisberto | 23    | 1.75   | Umbaúba                | [ 32 ] |
| Tocantins           | Karla Sucupira       | 26    | 1.73   | Gurupi                 | [ 33 ] |

## Concursos Estaduais
| - Miss Acre 2015 - Miss Alagoas 2015 - Miss Amapá 2015 - Miss Amazonas 2015 - Miss Bahia 2015 - Miss Ceará 2015 - Miss Distrito Federal 2015 - Miss Goiás 2015 | - Miss Maranhão 2015 - Miss Mato Grosso 2015 - Miss Minas Gerais 2015 - Miss Pará 2015 - Miss Paraíba 2015 - Miss Paraná 2015 - Miss Pernambuco 2015 - Miss Piauí 2015 | - Miss Rio de Janeiro 2015 - Miss Rio Grande do Norte 2015 - Miss Rio Grande do Sul 2015 - Miss Rondônia 2015 - Miss Roraima 2015 - Miss Santa Catarina 2015 - Miss São Paulo 2015 - Miss Sergipe 2015 |

## Transmissões
| - Miss Amazonas - TV Bandeirantes Amazonas (VT) - Miss Bahia - TV Bandeirantes Bahia (Ao Vivo) - Miss Ceará - TV Jangadeiro (VT) - Miss Minas Gerais - TV Bandeirantes Minas (VT) - Miss Paraíba - TV Clube (Ao Vivo) - Miss Paraná - TV Bandeirantes Curitiba (VT) - Miss Pernambuco - TV Tribuna (VT) - Miss Rio de Janeiro - TV Bandeirantes Rio de Janeiro (Ao Vivo) - Miss Rio Grande do Norte - TV Bandeirantes Natal (VT) - Miss Rio Grande do Sul - TV Bandeirantes Rio Grande do Sul (Ao Vivo) - Miss Santa Catarina - TV Bandeirantes Santa Catarina (Ao Vivo) - Miss São Paulo - Rede Bandeirantes (Ao Vivo) | - Miss Bahia - Band.com.br (Livestream) - Miss Goiás - DM TV (Livestream) - Miss Pará - Site Oficial (Livestream) - Miss Paraíba - Band.com.br (Livestream) - Miss Rio de Janeiro - Band.com.br (Livestream) - Miss Rio Grande do Sul - Band.com.br (Livestream) - Miss São Paulo - Band.com.br (Livestream) - Miss Sergipe - Portal A8 (Livestream) |

## Audiência
Exibido das 22h30 à 00h15, o concurso Miss Brasil 2015 obteve, de acordo com a medição da Kantar IBOPE Media, média domiciliar na 2.2 na Grande São Paulo, principal praça de decisões para o mercado publicitário brasileiro. Esta foi a segunda pior média registrada na série histórica iniciada em 1982. Desde então, o concurso tem perdido 94.82% na média domiciliar. Já na comparação com o Miss Brasil 1986, primeira edição do certame aferida por peoplemeters, a queda na média de domicílios ligados no certame chega a 90%.
Já no Painel Nacional de Televisão (PNT), o pré-show do Miss Brasil 2015 obteve traço ao ser visto por apenas 317.500 telespectadores. Para pontuar em 15 praças - São Paulo, Campinas, Rio de Janeiro, Belo Horizonte, Vitória, Salvador, Recife, Fortaleza, Belém, Manaus, Brasília, Goiânia, Curitiba, Florianópolis e Porto Alegre, o concurso teria de ter sido visto por 677.210 telespectadores, o que não ocorreu.

## Curiosidades
- Manoella Alves (Rio Grande do Norte) é nascida em Praia Grande, São Paulo.[43]
- A candidata mais velha era Karla Sucupira (Tocantins) com 26 anos de idade.
- A mais nova dentre todas as candidatas estaduais era Gabriela Gallas (Paraná), com 19 anos.
- A candidata mais alta da competição foi Amanda Balbino (Distrito Federal), com 1.85m de altura. Além disso, foi a única negra na competição.[44]
- Nathália Pinheiro (Rio de Janeiro) namora o lutador de MMA, Rodrigo Minotauro. Os dois se conheceram em um projeto social.[45]
- Empatadas com menor altura do certame estão as representantes do Mato Grosso, Rondônia e Roraima com 1.70m.
- As candidatas de São Paulo, Paraná e Rio Grande do Sul foram as que mais derrotaram candidatas em seus estaduais, 29 cada.
- Novamente o Miss Amazonas 2015 foi o primeiro Estadual a eleger uma candidata válida para a disputa de 2015.
- Por sua vez, o Rio de Janeiro elegeu sua representante por último, tendo sua data adiada inúmeras vezes.
- Nove candidatas vieram da capital de seus respectivos Estados em busca do título.
- O resultado do concurso Miss Sergipe 2015 foi anulado por fraude e seu coordenador foi destituído.
- Os únicos Estados que não realizaram o seu concurso  estadual foram: Mato Grosso do Sul, Espírito Santo e Tocantins.
- Karla Sucupira (Tocantins) foi indicada pela coordenação local para substituir Bruna Gomides, escolhida anteriormente e que desistiu da disputa.

## Comparações das Premiações

### Subiram
Após dois anos consecutivos no Top 10, o Rio Grande do Sul conquistou pela 13ª vez a coroa de Miss Brasil. Também no Top 10 em 2014, Santa Catarina evoluiu para o segundo lugar este ano. Depois de não permanecerem entre as semifinalistas no ano passado, os Estados do Mato Grosso, Minas Gerais, Bahia e Pernambuco se classificaram este ano, sendo que Mato Grosso alcançou uma posição entre as cinco finalistas, Minas Gerais e Bahia pararam entre as dez mais e Pernambuco ficou no Top 15. Este ano, Paraíba (depois de 4 anos) e Piauí (depois de 6 anos) conseguiram classificações no Top 10 e Top 15, respectivamente.

### Caíram
Consagrando mais uma segunda colocada em 2014, São Paulo caiu apenas uma posição com Jéssica Voltolini. Rio Grande do Norte continuou entre os cinco Estados finalistas, mas não figurou entre as três primeiras colocações. O Distrito Federal, de um Top 10 no ano anterior, caiu para o Top 15. Goiás viu sua representante Thaynara Fernandes permanecer entre as dez mais belas em comparação com o ano anterior onde estava no Top 5. Depois de eleger a Miss Brasil 2014, o Ceará sequer conseguiu classificação este ano. Também não se classificaram: Espírito Santo, Acre e Pará (todos no Top 15 em 2014), Amazonas (Top 10 em 2014) e Amapá (4º. Lugar em 2014).

### Estagnados
Pelo terceiro ano consecutivo o Estado do Rio de Janeiro parou entre as 15. No caso do Paraná, parar no Top 15 vem ocorrendo desde o ano passado. Maranhão também continuou com a mesma colocação de 2014, no Top 10. Os Estados de Mato Grosso do Sul e Sergipe, pelo segundo ano interrupto, não conseguiram classificação entre as semifinalistas. Continuam sem classificação: Alagoas e Roraima (há 11 anos), Rondônia (há 8 anos) e Tocantins (há 5 anos).

## Histórico de Participação

### Estadual
Miss Amapá
- 2011:  Amapá - Daiane Uchôa (3º. Lugar) [46]
  - (Representando o município de Macapá)
- 2013:  Amapá - Daiane Uchôa (Top 06) [47]
  - (Representando o município de Tartarugalzinho)

Miss Bahia
- 2013:  Bahia - Patrícia Guerra (2º. Lugar) [48]
  - (Representando o município de Luís Eduardo Magalhães)

Miss Espírito Santo
- 2012:  Espírito Santo - Juliana Morgado (2º. Lugar) [49]
  - (Representando o município de Vila Velha)

Miss Minas Gerais
- 2014:  Minas Gerais - Stéfhanie Zanelli (Seletiva)
  - (Sem representação municipal específica)

Miss Pará
- 2013:  Pará - Carolinne Ribas (Top 12)
  - (Representando o município de Santa Izabel do Pará)
- 2014:  Pará - Carolinne Ribas (Top 10)
  - (Representando o município de Santa Izabel do Pará)

Miss Rio Grande do Sul
- 2012:  Rio Grande do Sul - Marthina Brandt
  - (Representando o município de Caxias do Sul)

Miss Sergipe
- 2015:  Sergipe - Pryscilla Felisberto (Top 10)
  - (Representando o município de Umbaúba)

Miss Mundo Alagoas
- 2013:  Alagoas - Camila Leão (2º. Lugar) [50]
  - (Representando o Ateliê Renata Medeiros)

Miss Mundo Amapá
- 2014:  Amapá - Daiane Uchôa (Vencedora) [51]
  - (Representando o município de Ferreira Gomes)

### Nacional
Miss Mundo Brasil
- 2014:  Alagoas - Camila Leão (Top 21)
  - (Representando o Estado do Alagoas)
- 2014:  Amapá - Daiane Uchôa[52]
  - (Representando o Estado do Amapá)
- 2015:  Rio de Janeiro - Nathália Pinheiro (Top 10)
  - (Representando o Estado do Espírito Santo)

Miss Terra Brasil
- 2013:  Espírito Santo - Juliana Morgado (Top 16)
  - (Representando o nicho ecológico do Morro do Convento)

Miss Brasil Latina
- 2014:  Bahia - Patrícia Guerra (Vencedora) [53]
  - (Representando o Estado da Bahia)

Miss Teenager Brasil
- 2011:  Amazonas - Carolina Toledo (Vencedora) [54]
  - (Representando o Estado do Amazonas)

### Internacional
Miss América Latina
- 2014:  Bahia - Patrícia Guerra (3º. Lugar) [55]
  - (Representando o Brasil na República Dominicana)

Miss Teenager Universe
- 2011:  Amazonas - Carolina Toledo (Top 10) [56]
  - (Representando o Brasil, na Cidade da Guatemala, Guatemala)

### Outros
Rainha das Rainhas
- 2011:  Pará - Carolinne Ribas (9º. Lugar) [57]
  - (Representando o Clube do Remo)

Verão Top Model
- 2011:  Santa Catarina - Sabrina Meyer (Vencedora) [58]
  - (Representando extra-oficialmente o município de Palhoça)

Top de Mídia
- 2012:  Santa Catarina - Sabrina Meyer (Homenagem) [59]
  - (Representando extra-oficialmente o município de Palhoça)

Menina Fantástica
- 2010:  Espírito Santo - Juliana Morgado (25º. Lugar)
  - (Representando extra-oficialmente o município de Vila Velha)
- 2012:  Acre - Maxine Silva (Seletiva) [60]
  - (Representando extra-oficialmente o município de Rio Branco)

Beleza na Comunidade
- 2009:  Acre - Maxine Silva (2º. Lugar - Acre) [61]
  - (Representando extra-oficialmente o município de Rio Branco)

Miss Germany Brasil
- 2010:  Rio Grande do Sul - Marthina Brandt (Vencedora) [62]
  - (Representando o município de Vale Real)

Garota Stock Car
- 2010:  Mato Grosso do Sul - Camila Greggo (Vencedora) [63]
  - (Representou o município de Campo Grande)

Rainha do Futebol
- 2014:  Distrito Federal - Amanda Balbino (2º. Lugar) [64]
  - (Representou a região da Asa Norte)